# Броненосці типу «Кабрал»
Броненосці типу «Кабрал» — два броньованих корвети із металевим корпусом, спочатку замовлені Парагваєм у 1864 році, але продані Бразилії, коли Парагвай зупинив платежі.  Вони служили під час Парагвайської війни 1864–70 років між Бразилією, Аргентиною та Уругваєм проти Парагваю.

## Конструкція та опис
Побудовані як броненосці з центральною батарею. Тип «Кабрал»  мав дві парові машини, кожна з яких приводила в рух один пропелер. 
«Кабрал» був озброєний двома 70-фунтовими нарізними дульнозарядними гарматами Вітворта та двома гладкоствольними 68-фунтовими гарматами, а «Коломбо»  мав чотири 120-фунтові гармати Вітворта. Кораблі мали повний броньований пояс ватерлінії з кованого заліза, товщина якого коливалася від 114 мм у центрі до 76 по кінцях корабля.

## Історія служби
Обидва кораблі взяли участь у прориві повз Умаїту, який забезпечив захоплення столиці Парагваю Асунсьйону. Водночас відносно велика осадка кораблів не дозволила використовувати їх у подальших бойових діях. 
Використовувалися флотом до 1880 року.